# Guty Rożyńskie
Guty Rożyńskie (dawniej Guty Różyńskie) – wieś w Polsce położona w województwie warmińsko-mazurskim, w powiecie ełckim, w gminie Prostki. W latach 1975–1998 miejscowość administracyjnie należała do województwa suwalskiego.
Wieś powstała w ramach kolonizacji Wielkiej Puszczy. Wcześniej był to obszar Galindii. Wieś ziemiańska, dobra służebne w posiadaniu drobnego rycerstwa (tak zwani wolni, ziemianie w języku staropolskim), z obowiązkiem służby rycerskiej (zbrojnej).
Wieś służebna, lokowana w 1486 r. przez Erazma von Reitzensteina na 41 łanach na prawie magdeburskim z obowiązkiem jednej służby zbrojnej. Dobra położone w okolicy Rożyńska nad Jeziorem Borowym otrzymał Jerzy Musik, Piotr Karczmarz i Brożej (Błażej?) Moelknecht. Wcześniej osada nosiła nazwę Boszkowy lub Boszkowo (Boskouy). W XVI w. zapisywana była także jako Broβker.